# Fresnedilla
Fresnedilla település Spanyolországban, Ávila tartományban. Fresnedilla Sotillo de la Adrada, Higuera de las Dueñas, El Real de San Vicente, La Iglesuela és La Adrada községekkel határos. Lakosainak száma 97 fő (2024).

## Népesség
A település népessége az utóbbi években az alábbiak szerint változott:
| Lakosok száma | 99   | 98   | 102  | 104  | 108  | 122  | 122  | 116  | 110  | 97   |
|               | 2001 | 2004 | 2006 | 2009 | 2011 | 2014 | 2016 | 2019 | 2021 | 2024 |